# Benoît Cheyrou
Benoît Benjamin Cheyrou (Suresnes, 3 de maio de 1981), mais conhecido como Benoît Cheyrou, é um ex-futebolista profissional francês, que atuava como meia e muitas vezes atuou como um craque de ataque. Ele é o assistente técnico do clube amador francês La Salesienne de Paris.

## Carreira

### Início de carreira
Cheyrou começou sua carreira no clube de sua cidade natal, Racing Club de France, que serviu como uma tradição familiar entre a família Cheyrou, já que seu avô, pai e irmão mais velho treinaram lá também como jovens jogadores. É também o lugar onde o pai de Cheyrou conheceu sua mãe. Durante seu tempo como jovem no clube, Cheyrou jogou frequentemente contra os jovens do Paris Saint-Germain, considerados mais ricos e profissionais do que o Racing, o que levou Cheyrou a desenvolver um pequeno rancor com os gigantes parisienses.[carece de fontes?]

### Lille
Cheyrou treinou nas camadas jovens do clube por dois anos antes de ser promovido à equipe sênior na temporada 1999-2000. Ele fez sua estreia profissional em 3 de setembro de 1999, aparecendo como reserva na vitória por 2 a 0 sobre o Toulouse. Quatro dias depois, ele fez sua primeira estreia profissional jogando a partida inteira com uma vitória por 1 a 0 sobre o Wasquehal. Cheyrou permaneceu titular na equipe até o final do ano, antes de sofrer uma lesão. Ele voltou ao time para a temporada 2000-01, com o Lille agora jogando na Division 1. Cheyrou fez apenas 8 jogos no campeonato, pois estava novamente limitado devido a uma lesão. Na temporada seguinte, as partidas de Cheyrou aumentaram para 23 partidas no campeonato, com o meio-campista também fazendo quatro partidas na Taça UEFA. Após a saída do irmão para o Liverpool, a importância de Cheyrou na equipe aumentou. Em 5 de outubro de 2002, ele marcou seu primeiro gol profissional na vitória por 3 a 0 sobre o Marseille, após ter aparecido como reserva três minutos antes. Depois de alternar entre o banco e os onze primeiros, a meio da temporada, Cheyrou tornou-se titular no onze inicial, ajudando o Lille a terminar na 5ª posição, classificando-se assim para a Taça Intertoto da UEFA. Em sua última temporada com o Lille, Cheyrou apareceu em 27 partidas do campeonato marcando um gol, que foi contra o Guingamp na derrota por 3-1.[carece de fontes?]

### Marseille
Após a temporada 2006-07, o diretor esportivo do Marseille, José Anigo, procurou os serviços de Cheyrou após afirmar que ficou impressionado com o desempenho do jogador durante a temporada. Em 21 de junho de 2007, após semanas de discussão, o Marselha chegou a um acordo com o Auxerre para a transferência de Cheyrou, com o jogador concordando com um contrato de quatro anos e o clube da costa sul jogando com o Auxerre por 5 milhões de euros por seus serviços.

### Toronto FC
Foi confirmado em 29 de janeiro de 2015 que Benoît havia assinado contrato com o Toronto FC, clube da Major League Soccer.
Em 30 de novembro de 2016, Benoît marcou o gol da vitória na prorrogação para o Toronto FC, um minuto depois de substituir o lesionado Sebastian Giovinco na segunda mão da final da Conferência Leste da MLS sobre o Montreal Impact, enviando o Toronto FC à final da MLS Cup com uma eventual vitória agregada por 7–5. Na final, realizada em 10 de dezembro no BMO Field, o Toronto foi derrotado por 5–4 nos pênaltis pelo Seattle Sounders FC, após um empate em 0–0 após a prorrogação, embora Cheyrou tenha conseguido marcar seu pênalti na disputa de pênaltis.
Em 9 de dezembro de 2017, Cheyrou substituiu Marky Delgado como substituto nos acréscimos na final da MLS Cup 2017 - uma revanche da final do ano anterior - contra o Seattle, no BMO Field mais uma vez; Toronto venceu a partida por 2 a 0 para conquistar uma tripla doméstica sem precedentes da MLS Cup, do Supporters' Shield e do Campeonato Canadense.

## Carreira de treinador
Após uma carreira de 19 temporadas, Cheyrou anunciou oficialmente sua aposentadoria do futebol profissional em 21 de dezembro de 2017, aos 36 anos, semanas depois de vencer a MLS Cup com o Toronto FC. Ele afirmou que permanecerá na organização de Toronto, trabalhando como treinador na TFC Academy. Em 21 de agosto de 2018, Cheyrou deixou Toronto para retornar à sua França natal.
Em 7 de fevereiro de 2019, Cheyrou ingressou no clube amador francês La Salesienne de Paris como assistente técnico.

## Títulos
Olympique de Marseille
- Campeonato Francês: 2009–10[18]
- Copa da Liga Francesa: 2009–10,[19] 2010–11 e 2011–12
- Supercopa da França: 2010[20] e 2011